# 蛇口街道
蛇口街道（じゃこうかいどう、ピンイン:Shékǒu-jiēdào）は、中華人民共和国広東省深圳市南山区に属する街道（郷級行政区）のひとつで、南山区の東南部に位置し、東に深圳湾を臨む。

## 地理
蛇口街道は、南頭半島東南端部に位置し、東は深圳湾に臨み、西は珠江デルタ、南は海を越え香港元朗区・屯門区に面している。
領域は、大陸部に島嶼部を含み、総面積12.74㎢のうち、大陸部が6.23㎢、残りが島嶼部の6.51㎢となっている。
主要な島嶼には、以下のものがある。
- 内伶仃島（中国語版）（2009年9月に深圳市に帰属することとなり、現在深圳最大の島嶼。それ以前は珠海市の管轄であった。内伶仃島福田国家級自然保護区（中国語版）を構成）
- 大鏟島（中国語版）（内伶仃島帰属以前は深圳最大の島嶼）
- 孖洲島

域内人口は、92,567人であり、内、当地を本拠とする者（戸籍が当地である者）は31,988人。行政区として漁一、漁二、湾厦、海湾、南水、大鏟、海浜、雷嶺、海昌、囲仔、東角頭及び内伶仃島の12社区と深圳湾片区に分割される。

### 交通
深圳市中央部からは、深圳地下鉄2号線（旧称：蛇口線）が延伸。
南東部に蛇口クルーズセンターがあり、以下の定期フェリーが運航されている。
⇔香港国際空港
⇔香港・マカオ・フェリー・ターミナル（信徳センター）
⇔マカオ アウター・ハーバー・フェリーターミナル
⇔マカオ タイパ島 タイパ・フェリーターミナル
⇔珠海市 九洲港

## 経済
広東自由貿易区のうち、招商局集団が出資する蛇口工業区が存し、様々なタイプの企業（自営業を含む）の2,500以上登録されており、うち80社は6,000人以上の規模となっている。